# Fiebre tifoidea
La fiebre tifoidea o fiebre entérica es una enfermedad infecciosa producida por Salmonella entérica subgrupo enterica serotipo typhi (bacilo de Eberth) o S. enterica sub. enterica serotipos paratyphi A, B o C, bacterias del género Salmonella. Su reservorio es el humano, y el mecanismo de contagio es fecal, oral, a través de agua y de alimentos contaminados con deyecciones. No debe confundirse con el tifus, que se produce por varias especies del género Rickettsia, transmitidas por parásitos externos (piojos).
La bacteria ingresa por la vía digestiva y llega al intestino y pasa a la sangre, lo que causa una fase de bacteriemia hacia la primera semana de la enfermedad; posteriormente, se localiza en diversos órganos y produce fenómenos inflamatorios y necróticos, debidos a la liberación de endotoxinas. Finalmente, las salmonelas se eliminan al exterior por las heces.
En el período de incubación, que dura de 10 a 15 días, se aprecian trastornos del estado general, una fase de bacteriemia con fiebre que aumenta progresivamente hasta alcanzar 39-40 °C, en cuyo momento se mantiene, cefalea, estupor, roséola en el vientre, tumefacción de la mucosa nasal, lengua tostada, úlceras en el paladar y, a veces, hepatoesplenomegalia y diarrea.
La enfermedad puede evolucionar a la curación en 2 semanas o prolongarse con localizaciones focales a partir de la quinta semana. Si no se somete a un tratamiento adecuado pueden presentarse complicaciones graves, como hemorragia y perforación intestinal, choque séptico. Se produce un cierto grado de inmunidad que, aunque no protege frente a las reinfecciones, cuando éstas se producen son más benignas. El estado de portador puede ser transitorio o crónico.

## Historia

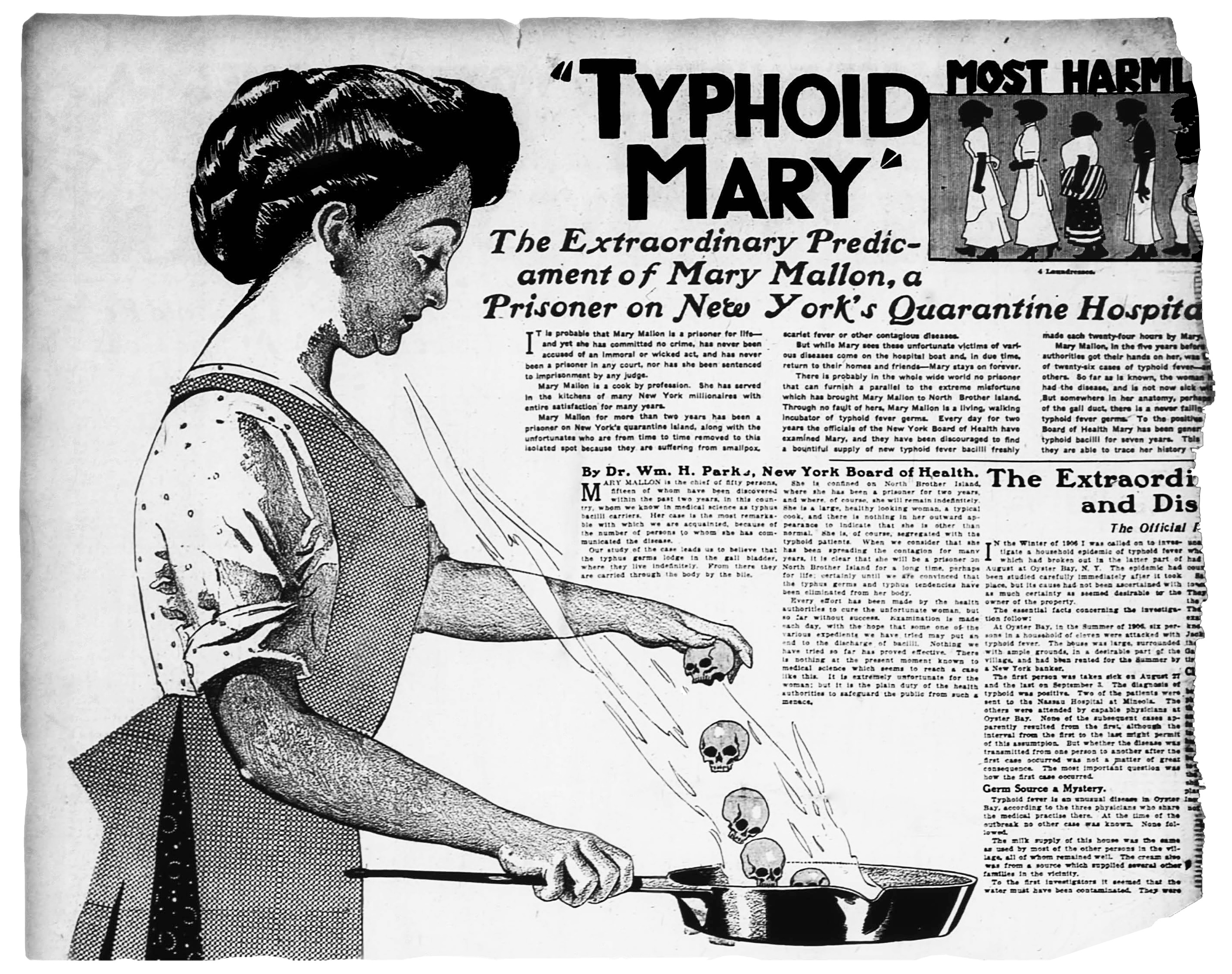
«Typhoid Mary».

En el 430 a. C., la devastadora plaga de Atenas, que se cree que se debió a la fiebre tifoidea, mató a un tercio de la población de la Antigua Atenas, incluyendo a su líder Pericles (495-429 a. C.), poniendo fin a la Edad Dorada de Grecia. El historiador y general Tucídides (460-396 a. C.) también contrajo la enfermedad, pero él sobrevivió y pudo escribir sobre la pandemia. Sus escritos dan una pista sobre el origen. La plaga volvió en dos ocasiones, en el 429 a. C. y en el invierno del 426 y 425 a. C. 
La causa de la pandemia ha sido discutida durante largo tiempo. La mayoría de los académicos piensa que se debió al tifus epidémico. Un estudio de 2006 detectó secuencias de ADN similares a las de las bacterias causantes de la fiebre tifoidea. Otros científicos se oponen a esta tesis, y presentan numerosos errores metodológicos en el estudio del ADN dental.
Sin embargo, las duras condiciones de higiene durante el asedio del Ática causaron sin duda la epidemia.
Es muy probable que la desconocida enfermedad que detuvo el avance de los indígenas mapuches, liderados por Lautaro, sobre Santiago de Chile en 1554, haya sido la tifoidea, a la que los mapuches le llamaron chavalongo (‘fuego en la cabeza’).
La fiebre tifoidea también es la principal enfermedad sospechosa de devastar México en el siglo XVI tras la llegada de los españoles. Allí el bacilo de Eberth, Salmonella enterica, se habría cobrado 15 millones de vidas, el 80 % de la población.
A finales del siglo XIX, la tasa de mortalidad en Chicago alcanzó 65 casos por cada 100 000 habitantes. El peor año fue 1891, cuando la tasa de mortalidad por fiebre tifoidea fue de 174 casos por 100 000 habitantes.
El agente causante de la enfermedad, Salmonella typhi, lo descubrió el patólogo alemán Karl Joseph Ebert en 1880. En 1897, Almroth Edward Wright desarrolló la primera vacuna.
La más notable portadora de la fiebre tifoidea fue Mary Mallon, conocida como «Typhoid Mary».
En 1907, ella fue la primera portadora identificada y vigilada. Algunos creen que contagió la enfermedad a centenares de personas. Está asociada con al menos 47 casos y tres muertes.
Mary Mallon trabajaba como camarera en Nueva York. Las autoridades encargadas de la salud pública la conminaron a que renunciara a su trabajo o a que se le extirpara la vesícula biliar. Dejó su trabajo, pero volvió a trabajar usando un seudónimo. La descubrieron, la detuvieron y la sometieron a cuarentena después de otro brote de fiebre tifoidea.
En España la última gran epidemia se dio en Barcelona en 1914. La epidemia que causó 2500 muertes se debió al agua de bebida contaminada procedente de Moncada y Reixach.
La última epidemia de la que se tiene noticia tuvo lugar en la República Democrática del Congo entre 2004-2005, la cual reportó más de 42 000 casos, de los cuales murieron 214.

## Epidemiología
La fiebre tifoidea es identificada por la Organización Mundial de la Salud (OMS) como un problema serio de salud pública, con 11 a 20 millones de casos estimados en el mundo cada año, causando entre 128 000 y 161 000 muertes. Su incidencia es mayor en niños en edad escolar y adultos jóvenes. Sin embargo, la medida de la carga de enfermedad que produce la fiebre tifoidea a nivel global se encuentra limitada por la ausencia de programas de vigilancia epidemiológica en muchas regiones geográficas, y también por la limitada sensibilidad de las pruebas diagnósticas actuales, que no permiten estimar de forma precisa la incidencia de la enfermedad. De todas formas, se conoce con los datos actuales que la incidencia de la fiebre tifoidea es de distribución heterogénea, con tendencia a ser considerablemente mayor en zonas rurales que en zonas urbanas, de forma que la enfermedad está casi ausente en los países desarrollados, y es aún frecuente en los países en desarrollo. Por ejemplo, en Asia meridional y en partes de África subsahariana, la incidencia se acerca a los 1 000 casos por cada 100 000 habitantes/año. En zonas de África septentrional, América y el Sudeste asiático, la incidencia es mucho menor y varía desde los 10 a los 100 casos por 100 000 personas y año. En muchos otros entornos con abudantes recursos, la incidencia suele ser tan baja como menos de 1 caso por cada 100 000 habitantes y año, siendo el comportamiento epidemiológico estándar la aparición de brotes de la enfermedad de forma esporádica, predominantemente en viajeros que vuelven de zonas endémicas.

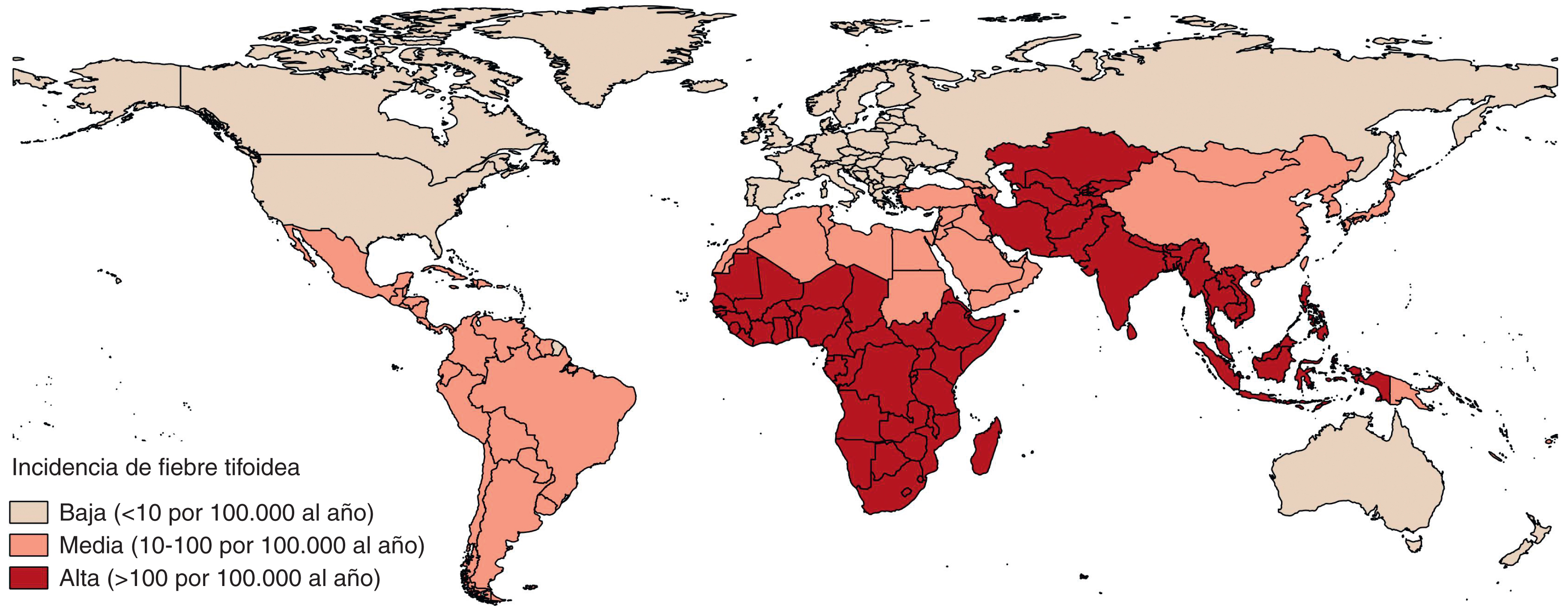
Distribución global de la fiebre tifoidea.

En relación con los serotipos de Salmonella distribuidos a nivel mundial, Salmonella Paratyphy A es con mucho la causa más frecuente de fiebre tifoidea, y se estima que es responsable de unos 5 millones de casos al año. Sin embargo, su carga de distribución proporcional de enfermedad es desigual en todas las regiones del mundo, teniendo mayor impacto en algunas áreas de Asia meridional (con hasta el 50% de los casos de fiebre entérica atribuidos). Por contraste, el resto de serotipos siguen siendo causas menos frecuentes de fiebre tifoidea en el mundo, con una incidencia proporcional de casos que varía de acuerdo a la zona.
En relación con su mortalidad, en la era preantibiótica, el 10-15% de los casos de fiebre tifoidea diagnosticados clínicamente eran mortales, mientras que otros se resolvía en el curso de 3-4 semanas de enfermedad -a menudo- debilitante. En los tiempos actuales, dicha cifra ha disminuido hasta valores mínimos, con la mayoría de los casos presentados a nivel mundial sin características de gravedad, y en muchos de los casos sin requerir hospitalización. De hecho, la mortalidad actual de la fiebre tifoidea se calcula en un 0,5-1%, esta estimación se basa en pocos datos. Los porcentajes de mortalidad declarados en pacientes hospitalizados con fiebre entérica en medios con escasos recursos varían ampliamente según la localización, oscilando entre el 0% y el 15%, con una mediana del 2%. Además de los casos fatales, en África subsahariana y en otras regiones donde la fiebre tifoidea es altamente endémica, la perforación intestinal causada por la fiebre entérica es una causa principal de peritonitis y de abdomen agudo que requiere cirugía en niños.

## Etiología
Desde un punto de vista taxonómico, Salmonella Typhi y Salmonella Paratyphi A, B y C son bacilos gramnegativos que pertenecen a la especie S. enterica subespecie enterica; y su clasificación en distintos grupos está basado en su caracterización serológica de acuerdo con un esquema modificado clasificado de Kauffman y White para la detección de antígenos O (polisacárido de membrana celular) y H (ubicado en las flagelas de la bacteria). Sin embargo, dicha clasificación tiene una utilidad limitada desde un punto de vista clínico.
Desde un punto de vista clínico, Salmonella Typhi y Salmonella Paratyphi son patógenos humanos exclusivos, motivo por el cual se les clasifica como cepas tifoideas de Salmonella. Se sabe que ciertos tipos específicos son patógenos también para animales (Salmonella Paratyphi C). Esta distinción logra diferenciar estas cepas de los demás serotipos patógenos de S. enterica, a los cuales se les refiere genérmicamente como Salmonella no tifoidea (SNT para fines de este artículo). Las cepas tifoideas producen fiebre tifoidea en todos los húespedes humanos, mientras que las cepas SNT se asocian clásicamente a diarrea inflamatoria en húespedes humanos, o causan enfermedad invasiva (grave) en personas inmunocomprometidas.  Sin embargo, dicha distinción clínica no es absoluta: las infecciones por SNT pueden cursar con una evolución de signos y síntomas muy similar a la enfermedad causa por las cepas tifoideas. Al parecer, la evolución heterogénea de la enfermedad depende de los factores del húesped (susceptibilidad) y las características específicas de la cepa bacteriana).

## Patogenia
La infección por Salmonella tifoidea se adquiere casi exclusivamente por la ingestión de bacilos, típicamente a partir de fuentes de agua, bebidas o alimentos contaminados. En relación con la cantidad necesaria para producir la infección -y enfermedad-, se ha determinado que existe una alta probabilidad de adquirir la enfermedad con inóculos (cantidad de bacterias adquiridas en un momento), superiores a 106 y especialmente desde 109 bacterias; aunque incluso inóculos bajos en las condiciones adecuadas pueden provocar infecciones (del orden de <103 microorganismos). De esta forma, típicamente las bacterias penetran por la boca, llegan al intestino delgado y se multiplican durante un periodo de incubación de 3 a 4 días implantándose en las vellosidades del íleon. A través de las placas de Peyer llegan al epitelio intestinal. A continuación se desplazan e invaden los folículos linfoides intestinales reproduciéndose en su interior. A través de los monocitos llegan a los vasos linfáticos mesentéricos, desplazándose al torrente sanguíneo. La diseminación a través del sistema circulatorio es el periodo que coincide típicamente con el inicio de los síntomas y, en algunos casos, las manifestaciones de la fiebre tifoidea en órganos específicos (véase más adelante). De igual forma, es durante esta fase en la que es posible determinarse los eventos patogénicos clave para alcanzar el "estado de portador asintomático", con la infestación de los bacilos en la vía biliar. Este periodo inicial de replicación y diseminación representa el periodo de incubación de la infección por Salmonella tifoidea, mismo que suele durar 1 a 2 semanas, pero puede oscilar ampliamente (3-60 días), dependiendo del número de microorganismos ingeridos. Al final, la infección da como resultado la suficiente secreción de citocinas inflamatorias, incluyendo citocinas pirogénicas como el factor de necrosis tumoral α (TNF-α) y la interleucina 6 (IL-6), que dan lugar a la fiebre, que suele ser el principal síntoma cardinal de la enfermedad. Sin embargo, al contrario de lo que ocurre en la prototípica bacteriemia por gramnegativos, la septicemia con hipotensión, la neutrofilia y la coagulación intravascular diseminada son extremadamente infrecuentes en los pacientes con fiebre tifoidea o fiebre entérica. Además, generalmente, la infección diseminada se termina con el aclaramiento por parte del sistema inmunitario o la administración de antibióticos.
Cabe destacarse que Salmonella tifoidea despliega un amplio repertorio de factores de virulencia que le permiten expresar una latencia y capacidad de diseminación notables, misma que la capacita para persistir y replicarse en su húsped, que va desde la expresión de un comportamiento intracelular en el húesped, así como la expresión de genes que permiten el enmascaramiento de la infección a través de mecanismos moleculares complejos (por ejemplo, la actividad del sistema regulatorio bacteriano sensor-regulador de dos componentes, PhoP/PhoQ que interviene en la síntesis de la cápsula Vi y en la supresión de síntesis de proteína flagelar, que enmascara sitios de acción antigénica de la bacteria). Presumiblemente, esto hace posible la diseminación por todos los tejidos reticuloendoteliales a través de la sangre y de los sistemas linfáticos. Así, la mayor carga de infección se establece en el sistema reticuloendotelial (tejido linfoide intestinal, hígado, bazo y médula ósea) y en la vesícula biliar. Además, los serotipos tifoideos son capaces de evadir la respuesta inflamatoria normal del húesped y causar bacteriemia prolongada incluso en individuos sin atisbos de inmunodeficiencia, típicamente sin ocasionar enfermedad grave.

## Cuadro clínico
La fiebre tifoidea está caracterizada por fiebre alta constante (40 °C), sudoración profusa, gastroenteritis y diarrea. Menos comúnmente puede aparecer un sarpullido de manchas aplanadas de color rosáceo.
Tradicionalmente, se divide en cuatro fases y cada una dura una semana aproximadamente.
- Primera semana: Durante esta fase sube lentamente la temperatura con una bradicardia relativa, malestar general, dolor de cabeza y tos. Se ha observado epistaxis en una cuarta parte de los casos. Hay leucopenia con eosinopenia y linfocitosis relativa.
- Segunda semana: Durante esta fase se produce la postración. Llegando la fiebre al culmen de los 40 °C. Hay bradicardia con un pulso dicrótico. El delirio es frecuente (este delirio le da a la Fiebre Tifoidea el nombre de fiebre nerviosa). En un tercio de los pacientes se han observado puntos rojos en la parte inferior del pecho y abdomen. Hay respiración agitada. El abdomen está distendido y dolorido en cuadrante derecho inferior. Puede oírse borborigmo. La diarrea puede también ocurrir en esta fase (6-8 deposiciones por día), de apariencia verde y olor característico con apariencia de puré de guisantes. No obstante, el estreñimiento también es frecuente. El bazo e hígado están inflamados con un aumento del nivel de transaminasas.
- Tercera semana: En esta semana, si la fiebre tifoidea no se trata, las complicaciones son frecuentes: Hemorragias Intestinales debidas a la congestión de las Placas de Peyer (serias, pero no necesariamente mortales); perforación intestinal en el íleon que puede dar lugar a peritonitis;[24] abscesos que pueden derivar en encefalitis, colecistitis, endocarditis, miocarditis, síndrome hemolítico urémico, neumonía,[25] coagulación intravascular diseminada (CID), hepatitis con la consecuente insuficiencia hepática, además de osteítis; y fallo renal.[24] La fiebre es alta.
- Finales de la tercera semana/principios de la cuarta: La temperatura corporal se va restableciendo, pero el debilitamiento aún persiste.[26]

La muerte sobreviene en 10-30 % de los casos no tratados, con tratamiento temprano se reduce al 1 % de los casos y suele curarse en una o dos semanas, siendo generalmente el pronóstico favorable. La infección es más benigna en niños que en personas maduras.

## Diagnóstico
Se efectúa por aislamiento del germen a partir de la sangre y de las heces, o bien por la demostración de anticuerpos (Ac) en el suero mediante técnicas de aglutinaciones:

### Hemocultivo
El hemocultivo es fundamental para el diagnóstico en el periodo de invasión. En la primera semana de enfermedad el 85-90 % de resultados son positivos.

### Mielocultivo
El mielocultivo o cultivo de médula ósea es el examen que tiene mayor sensibilidad y especificidad (≈ 100 %) para el diagnóstico en cualquier etapa de evolución de la enfermedad, pues tiene el más alto porcentaje de captación del bacilo en una sola muestra (más del 90 %), además no existen riesgos al puncionar la cresta ilíaca o el esternón.

### Coprocultivo
La fiebre tifoidea no siempre se acompaña de diarrea. El germen se elimina por las heces. La positividad es muy alta en las 2-4 semanas, permaneciendo positivo en portadores crónicos. Un solo coprocultivo negativo no descarta la enfermedad, pues las salmonelas se eliminan de manera intermitente. Después de la primera semana de enfermedad, se recomienda hacer un coprocultivo y no hemocultivo, ya que en esta etapa el bacilo se excreta en grandes cantidades en materias fecales.

### Serología
Para demostrar la presencia de Ac en el suero del enfermo a partir de la primera semana de enfermedad. Widal aplicó el fenómeno de la aglutinación al diagnóstico de las enfermedades infecciosas, a propósito precisamente de la fiebre tifoidea.

### Técnica de Widal
La aglutinación se considera como una reacción en 2 etapas. Cuando se añade el antígeno (Ag) al suero se produce una combinación fisicoquímica en la que el Ac se fija a la superficie del Ag; va seguido de una aglutinación en presencia de solución salina. El grado de aglutinación depende de la composición de la solución salina y de la temperatura de la reacción.
Interpretación de los resultados
El título del suero es la dilución más alta que muestra aglutinación frente al Ag.
Ningún título aislado puede considerarse diagnóstico. En los individuos no vacunados es significativo un título igual o superior a 1/160 para los antígeno O y H; pero en los vacunados, estos títulos pueden aumentar hasta 4 veces en el curso de enfermedades febriles no relacionadas con la fiebre tifoidea, por lo que no debe utilizarse la serología como único método de diagnóstico. Los títulos altos frente al Ag O significan infección en la fase aguda; los títulos altos frente al Ag H corresponden a la fase de convalecencia.
La técnica inicial de Widal se ha sustituido por una técnica más precisa que investiga por separado las aglutininas O y las H aparecidas en el suero como respuesta a la estimulación creada por los Ag somáticos O y flagelares H de Salmonella. El Ag Vi de superficie no suele emplearse en el diagnóstico serológico porque los Ac que produce tienden a desaparecer de la sangre inmediatamente después de la mejoría clínica. Las aglutininas O aparecen con precocidad, alcanzan títulos bajos y desaparecen rápidamente; las H aparecen más tarde, alcanzan títulos elevados y se conservan más tiempo, pudiendo demostrarse títulos bajos durante más de un año. La vacunación no aumenta el título de aglutininas O pero sí el de aglutininas H.

## Diagnóstico diferencial
En clínica, es importante hacer el diagnóstico diferencial con una apendicitis o con una peritonitis, ya que es muy frecuente la inflamación de los ganglios en el tracto gastrointestinal. En la fiebre tifoidea es notoria a simple vista la inflamación en el yeyuno-íleon, caracterizada por un aumento de volumen en la inserción del mesenterio; esta corresponde a la inflamación de las placas de Peyer, dato característico de esta patología.

## Tratamiento
Comúnmente se han utilizado antibióticos como la ampicilina, el cloranfenicol, el trimetoprim-sulfametoxazol, conocido también como cotrimoxazol, y la ciprofloxacina para tratar la fiebre tifoidea en los países desarrollados, y así se ha reducido la tasa de mortalidad al 1 por ciento de los casos. Debido a la resistencia que está desarrollando la Salmonella typhi a estos medicamentos, se está considerando el uso de otros antibióticos, como la fleroxacina.
A causa del riesgo de deshidratación causado por las diarreas, también es recomendable reponer los electrolitos por vía intravenosa. También se recomienda suministrar a los enfermos dieta blanda.
Es básica la detección precoz para realizar el aislamiento entérico, que consiste en lavar aparte la ropa y los útiles de vajilla utilizados por el enfermo, sumergiéndolos en una solución con 200 mililitros de lejía por cada cinco litros de agua o, si se dispone de lavadora y lavavajillas, utilizar un programa de lavado con temperaturas superiores a 80 °C. El tratamiento debe hacerse siempre bajo supervisión médica. El antibiótico más utilizado es el cloranfenicol. Dada su toxicidad, en España se utiliza más frecuentemente el cotrimoxazol o la ampicilina. La amoxicilina se reserva para las mujeres embarazadas.
La convalecencia puede durar varios meses, pero los antibióticos disminuyen la gravedad y las complicaciones de la fiebre tifoidea, así como la duración de los síntomas.
También es necesario que la persona se alimente con frecuencia, debido a las hemorragias intestinales u otras alteraciones del tracto digestivo. En ciertos casos debe administrarse alimentación por vía intravenosa hasta que se puedan digerir los alimentos.

## Prevención

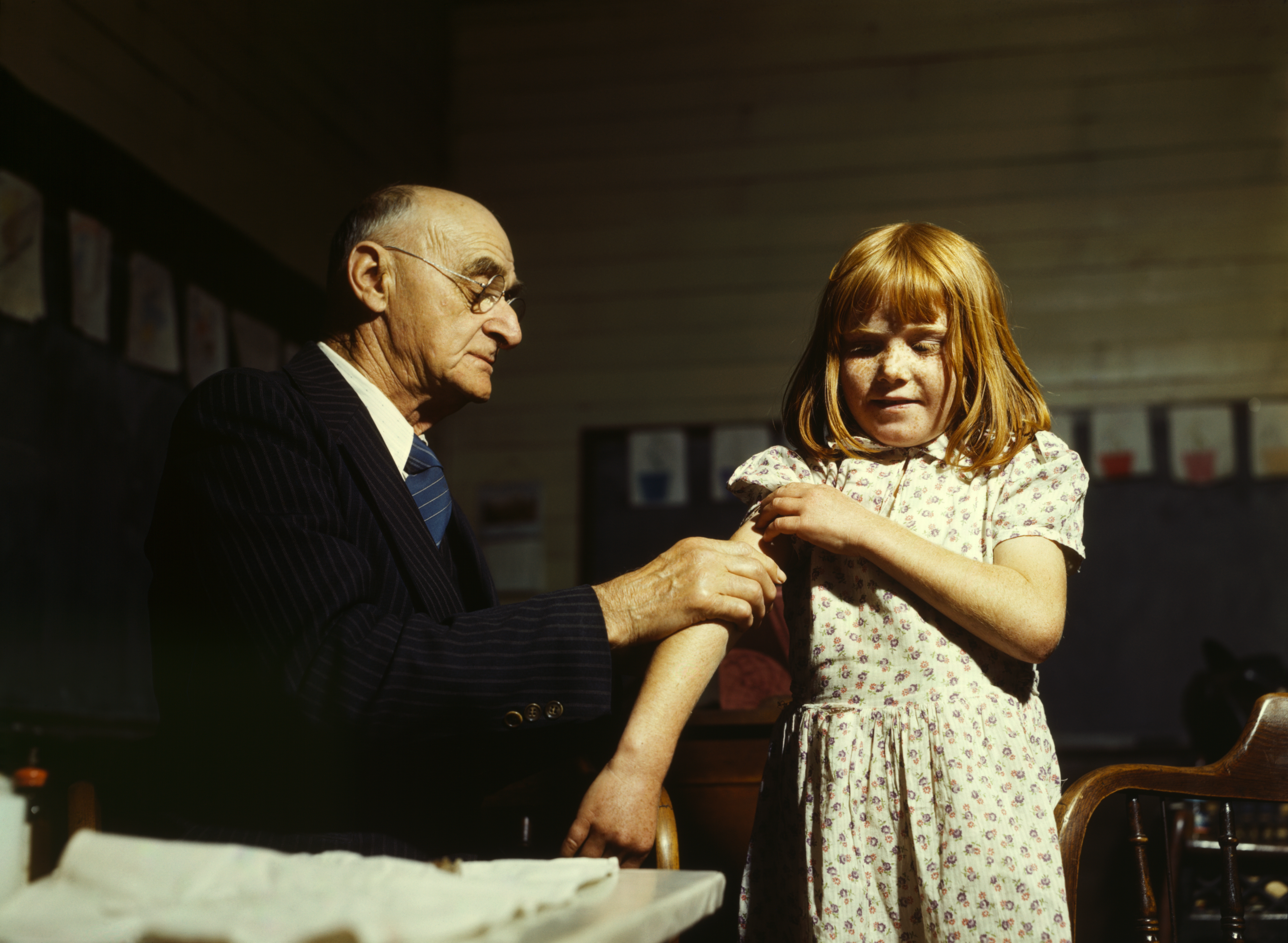
Vacuna contra la fiebre tifoidea en 1944.

El saneamiento e higiene son las medidas críticas que deben tomarse para prevenir la fiebre tifoidea, debido a que la causa de la fiebre tifoidea es la falta de higiene. La adecuada manipulación de alimentos con las manos limpias, lavar adecuadamente los alimentos, cocinar bien los alimentos, consumir solamente leche pasteurizada o hervida, evitar consumir hielo que no esté hecho con agua salubre y hervir el agua siempre que se dude de su salubridad son cruciales para prevenir la fiebre tifoidea. Si hay enfermos, también es conveniente aislarlos. También es recomendable el tratamiento adecuado del agua y las basuras y la adecuada conservación de los alimentos, resguardándolos de los focos de infección, y evitar que los portadores de la bacteria trabajen como manipuladores de alimentos.
Durante la Segunda Guerra Mundial, Ralph Walter Graystone Wyckoff desarrolló una vacuna elaborada con células casi muertas, que aún se utiliza en los países en que las nuevas preparaciones aún no están disponibles, pero su uso no es recomendable, ya que tiene una alta tasa de efectos secundarios (principalmente dolor e hinchazón en el área de inyección:).
Hay tres vacunas contra la fiebre tifoidea recomendadas por la OMS: la vacuna viva oral Ty21a, la vacuna inyectable Vi capsular polysaccharide (ViCPS) y la vacuna inyectable conjugada Typbar-TCV. La vacuna Ty21a, que requiere 3 dosis vía oral, previene alrededor del 50 % de los casos de fiebre tifoidea durante los primeros 3 años tras la vacunación y se encuentra aprobada para mayores de 5 años, según la OMS. La vacuna de polisacáridos se aplica en una sola dosis inyectada y previene aproximadamente el 69 % de los casos durante el primer año tras la vacunación y el 45-70 % durante el segundo y tercer año tras la inyección y se encuentra aprobada para mayores de 2 años de edad. La vacuna conjugada Typbar-TCV se aplica en una sola dosis y ha sido aprobada por la OMS para niños mayores a 6 meses en áreas endémicas. Así, la OMS recomienda la vacunación de toda persona mayor a 2 años que viva en una zona endémica o que viaje a los lugares donde la fiebre tifoidea es endémica.